# Diócesis de Kagoshima
La diócesis de Kagoshima (en latín: Dioecesis Kagoshimaen(sis) y en japonés: カトリック鹿児島司教区) es una circunscripción eclesiástica latina de la Iglesia católica en Japón, sufragánea de la arquidiócesis de Nagasaki. La diócesis tiene al obispo Francis Xavier Hiroaki Nakano como su ordinario desde el 7 de julio de 2018.

## Territorio y organización
La diócesis tiene 9166 km² y extiende su jurisdicción sobre los fieles católicos de rito latino residentes en la prefectura de Kagoshima de la región de Kyūshū.
La sede de la diócesis se encuentra en la ciudad de Kagoshima, en donde se halla la Catedral de San Francisco Javier.
En 2019 en la diócesis existían 70 parroquias.

## Historia
La prefectura apostólica de Kagoshima fue erigida el 18 de marzo de 1927 con el breve Aucto pastorum del papa Pío XI, obteniendo el territorio de la diócesis de Nagasaki (hoy arquidiócesis).
El 25 de febrero de 1955 la prefectura apostólica fue elevada a diócesis con la bula Qua sollicitudine del papa Pío XII.
El 18 de diciembre de 1972 cedió una parte de su territorio para la erección de la diócesis de Naha mediante la bula Iaponica Terra del papa Pablo VI.

## Estadísticas
De acuerdo al Anuario Pontificio 2020 la diócesis tenía a fines de 2019 un total de 9074 fieles bautizados.
| Año                                                                             | Población            | Población | Población      | Sacerdotes | Sacerdotes    | Sacerdotes    | Bautizados por sacerdote | Diáconos permanentes | Religiosos | Religiosos | Parroquias |
| Año                                                                             | Bautizados católicos | Total     | % de católicos | Total      | Clero secular | Clero regular | Bautizados por sacerdote | Diáconos permanentes | Varones    | Mujeres    | Parroquias |
| ------------------------------------------------------------------------------- | -------------------- | --------- | -------------- | ---------- | ------------- | ------------- | ------------------------ | -------------------- | ---------- | ---------- | ---------- |
| 1950                                                                            | 667                  | 1 766 514 | 0.0            | 4          | 4             |               | 166                      |                      | 4          | 11         | 7          |
| 1970                                                                            | 9016                 | 1 801 529 | 0.5            | 44         | 11            | 33            | 204                      |                      | 47         | 168        | 17         |
| 1980                                                                            | 8822                 | 1 772 261 | 0.5            | 47         | 16            | 31            | 187                      |                      | 42         | 250        | 23         |
| 1990                                                                            | 9498                 | 1 810 341 | 0.5            | 45         | 21            | 24            | 211                      |                      | 30         | 235        | 28         |
| 1999                                                                            | 9025                 | 1 782 654 | 0.5            | 44         | 21            | 23            | 205                      |                      | 27         | 218        | 28         |
| 2000                                                                            | 9063                 | 1 787 376 | 0.5            | 41         | 19            | 22            | 221                      |                      | 26         | 211        | 29         |
| 2001                                                                            | 9126                 | 1 779 273 | 0.5            | 40         | 18            | 22            | 228                      |                      | 27         | 212        | 29         |
| 2002                                                                            | 9321                 | 1 782 333 | 0.5            | 41         | 18            | 23            | 227                      |                      | 28         | 204        | 29         |
| 2003                                                                            | 9322                 | 1 778 575 | 0.5            | 39         | 17            | 22            | 239                      |                      | 28         | 199        | 29         |
| 2004                                                                            | 9287                 | 1 773 301 | 0.5            | 46         | 21            | 25            | 201                      |                      | 30         | 187        | 29         |
| 2006                                                                            | 9508                 | 1 769 932 | 0.5            | 41         | 17            | 24            | 231                      | 2                    | 30         | 173        | 28         |
| 2011                                                                            | 9281                 | 1 698 500 | 0.5            | 42         | 19            | 23            | 220                      | 6                    | 28         | 133        | 30         |
| 2013                                                                            | 9383                 | 1 681 076 | 0.6            | 44         | 22            | 22            | 213                      | 6                    | 27         | 152        | 71         |
| 2016                                                                            | 8971                 | 1 646 757 | 0.5            | 44         | 26            | 18            | 203                      | 6                    | 22         | 136        | 71         |
| 2019                                                                            | 9074                 | 1 611 278 | 0.6            | 40         | 24            | 16            | 226                      | 7                    | 19         | 109        | 70         |
| Fuente: Catholic-Hierarchy, que a su vez toma los datos del Anuario Pontificio. |                      |           |                |            |               |               |                          |                      |            |            |            |

## Episcopologio
- Egide Marie Roy, O.F.M. † (23 de noviembre de 1927-1936 falleció)
- Paul Aijirô Yamaguchi † (1936-15 de septiembre de 1937 nombrado obispo de Nagasaki)
- Francis Xavier Ichitaro Ideguchi † (10 de junio de 1940-1955 falleció)
- Joseph Asajiro Satowaki † (25 de febrero de 1955-19 de diciembre de 1968 nombrado arzobispo de Nagasaki)
- Paul Shinichi Itonaga † (15 de noviembre de 1969-3 de diciembre de 2005 retirado)
- Paul Kenjiro Koriyama (3 de diciembre de 2005-7 de julio de 2018 retirado)
- Francis Xavier Hiroaki Nakano, desde el 7 de julio de 2018